# Ингэм, Питер
Питер Уильям Ингэм (Peter Ingham) (14 января 1941 — 26 апреля 2024) — австралийский прелат, четвёртый римско-католический епископ Вуллонгонга с 2001 по 2018 год, с марта по декабрь 2020 года апостольский администратор епархии Брума.

## Биография
Родился в Кроус-Нест, Новый Южный Уэльс.
Учился в начальной школе Святого Леонарда в Наремберне, в колледже Святого Пия X в Чатсвуде, духовное образование получил в семинарии Святого Колумбы в Спрингвуде и семинарии Святого Патрика в Мэнли.
Рукоположён в священники кардиналом Гилроем в соборе Святой Марии в Сиднее 18 июля 1964 года. Служил помощником священника в Роузбери, Ньютауне, Сент-Мэрис и Оберн-Саут (все приходы — Новый Южный Уэльс). Был личным секретарем кардинала Фримена и секретарем архиепархии Сиднея.
С 1990 года приходской священник церкви Св. Чарльза Райда. Был назначен вспомогательным епископом в архиепархии Сиднея 24 мая 1993 года и рукоположён в титулярные епископы Пуденцианы 12 июля того же года кардиналом Эдвардом Клэнси.
Назначен четвёртым епископом Вуллонгонга 25 июля 2001 года. Был членом Комиссии епископов по литургии и Комиссии епископов по миссии и формированию веры. В 2006 году избран президентом Федерации конференций католических епископов Океании. В октябре 2008 года принял участие в 12-м Синоде епископов в Ватикане.
В сентябре 2009 года был назначен папой Бенедиктом XVI для участия в Специальной ассамблее Синода епископов по Африке на тему «Церковь в Африке на службе примирения, справедливости и мира», которая проходила с 4 по 25 октября в Ватикане.
16 марта 2007 года освятил отреставрированный собор Святого Франциска Ксаверия в Вуллонгонге как священное место, чего ранее никто не делал, несмотря на 162 года служения в этом месте.
Объявил о своей отставке 30 ноября 2017 года, его преемником назначен Брайан Маскорд и введён в сан 22 февраля 2018 года.
11 марта 2020 года архиепископ Перта Тимоти Костелло назначил Ингэма апостольским администратором епархии Брума после того, как епископ Кристофер Сондерс, в отношении которого Ватикан проводил расследование по обвинениям в сексуальном насилии, «добровольно отстранился от управления».
Кавалер Ордена Австралии (2022).
Умер 26 апреля 2024 года в возрасте 83 лет.